# پوولویل (مریلند)
پوولویل (به انگلیسی: Powellville) شهری در ایالت مریلند کشور ایالات متحده آمریکا است که جمعیت آن در سرشماری سال ۲۰۱۰ میلادی، ۱۸۹ نفر بوده‌است.